# 火曜スペシャル
『火曜スペシャル』（かようスペシャル）は、1971年から1973年まで日本テレビで火曜日の夜に断続的に編成されていた単発特別番組枠である。

## 概要
それまで各局の90分雨傘番組といえば、時代劇・映画がほとんどだったが、1970年4月にフジテレビで開始した単発特別番組枠『テレビグランドスペシャル（第2期）』は、同じ日に『巨泉×前武ゲバゲバ90分!（第2期）』開始までの穴埋め番組として開始した『新ナポレオン・ソロ90分』をはるかに上回る視聴率を上げた。そこで日本テレビもこれに対抗しようと、1971年の雨傘番組として当番組を開始した。そしてその内容も、『テレビグランド（第2期）』がゲーム・コント・音楽など娯楽性の高い物だったのに対し、当番組はスポーツ・映画・ドキュメンタリーといった物を放送する事にした。なお同じ日には、フジテレビでも全く同じ枠で『火曜ワイドスペシャル（第1期）』が開始しており、単発特別番組枠同士が並ぶ事となった。
第1期は『火曜ワイド（第1期）』ほどではないが好評で、続く1972年にも放送し、10月開始の海外ロケバラエティ『スーパースター・8☆逃げろ!』と、30分ドラマ『鉄平と順子』（主演：大和田伸也・松坂慶子）に枠を譲ったが、『逃げろ!』が6回で打ち切りになったのに伴い、急遽20:00 - 20:56の枠で復活、1973年1月からは『鉄平と順子』終了に伴い、枠を21:26まで拡大して継続し、9月まで続けたが、この時期になると、より娯楽性の高い『火曜ワイド（第2期）』に食われる様になり、終了後は夜8時枠は時代劇路線・夜9時枠はドラマに変更、火曜の単発特別番組枠は1995年 - 1997年の雨傘番組として放送した『火曜デラックスシリーズ』まで放送されなかった。
広島県では、日本テレビ系列局である広島テレビ放送が、クロスネット関係だったフジテレビ系列のネット枠だったため、NETテレビ（現：テレビ朝日）系列局の広島ホームテレビが同時ネットしていた。

## 放送時間
| 期間       | 期間      | 放送時間（JST） | 備考                                                  |
| ---------- | --------- | --------------- | ----------------------------------------------------- |
| 1971.4.6   | 1971.9.28 | 20:00 - 21:26   | 『巨泉×前武ゲバゲバ90分!(第2期)』打ち切りに伴う編成。 |
| 1972.4.4   | 1972.9.26 | 20:00 - 21:26   | 『ゲバゲバ一座のちょんまげ90分!』打ち切りに伴う編成。 |
| 1972.11.21 | 1973.1.16 | 20:00 - 20:55   | 『スーパースター・8☆逃げろ!』打ち切りに伴う編成。     |
| 1973.1.23  | 1973.9.25 | 20:00 - 21:25   | 21時台前半の『鉄平と順子』終了による枠拡大。          |

## 放送された番組

### 第1期（1971年4月 - 9月）
- プロ野球中継
  - プロ野球オールスターゲーム・第3戦（7月20日放送）
- 皇太子ご成婚の日
- 東洋の魔女 勝利の日
- 日ソ対決女子バレーボール（日立武蔵VSソ連）
- 第三の男
- 白い恋人たち/グルノーブルの13日
- 日本テレビ杯争奪 全日本女子プロボウリング チャンピオンズトーナメント
- ニッポン苦労話
- 鳴る!空手チョップ 日本プロレスの王者 力道山
- 黒澤明初のドキュメンタリー 馬の詩
- 大相撲・思い出の名勝負
- 太陽のオリンピア

### 第2期（1972年4月 - 9月）
- プロ野球中継
  - プロ野球オールスターゲーム（第3戦）（7月23日放送）
- 巨人軍
- ゴール・ゴール・ゴール（メキシコワールドカップ記録映画）
- 世紀のクライマックス（国内編・海外編）
- 日本映画大行進
- 日英交流サッカー（日本代表VSコヴェントリー・シティFC）
- 世界フライ級タイトルマッチ 大場政夫VSオーランド・アモレス
- 日本列島八月一日
- 現代の謎（『木曜スペシャル』へ受け継がれる「矢追純一UFOシリーズ」の原点）
- 日本テレビ杯争奪 女子プロボウリング チャンピオンズトーナメント
- 大相撲 思い出の名勝負
- プロボクシング 大場政夫VSナタリオ・ヒメネス

### 第3期（1972年11月 - 1973年9月）
1時間枠時代
- ふりむくな!長島茂雄
- 驚異の催眠術・あなたは信じますか!?
- 海ゆかば・私たちの戦争の記録（前・後）
- 神技ボリショイ・サーカス'72
- なつかしの無声映画
- 世界フライ級タイトルマッチ 大場政夫VSチャチャイ・チオノイ（これのみ90分枠）
- 世紀のクライマックス・海外編
- 現代の怪奇・空飛ぶ円盤・超能力・心霊

90分枠時代
- プロ野球中継（1973年4月以降）
- 栄光へばく進む・スター歌手・その道のり
- 1億ドル洋画大作戦・これがスペクタクルだ
- (秘)（マルヒ）女性変身法・貴女も美しくなれる!!
- どっきりカメラだ!新作90分!!
- クレオパトラ（手塚治虫製作アニメ）
- 音楽でつづる名洋画名場面集!
- 死のジェットコースター奇跡の大脱出!!不死身の男引田天功・世界初公開大魔術に挑戦（「引田天功脱出シリーズ」初のTV放送。富士急ハイランドでロケ）
- 世界ジュニアライト級タイトルマッチ ベン・ビラフロアVS柴田国明
- スター・スター・スター想い出の名場面（前・後）
- わんぱくバンザイ!ちびっこ武闘祭
- 結婚大行進・同棲時代のウェディング・マーチ
- 一億総競馬時代?!
- 現代の怪奇・ついに出た!ネス湖の怪獣・幽霊屋敷・吸血鬼ドラキュラ
- 世界ジュニアライト級タイトルマッチ 柴田国明VSビクター：エチェガレー
- 国際交流サッカー（日本代表VS1FCケルン）
- 独裁者ヒトラー
- エルビス・プレスリー・ショー
- 驚異の大魔術 マーク・ウィルソンの世界
- 紅白勢ぞろい!!オールスター芸能大会（開局20周年記念特別番組）
- レンズは見ていた・大東亜戦の序曲